# 黃仁祥
黃仁祥（1883年—1945年），生於臺北州基隆郡瑞芳庄九分五十六番地，幼習漢學，精通日語，經營雜貨商業、人力包工業、石炭業、漁業等，為瑞芳金瓜石礦山資本家與實業家，為人敦厚，熱心公益，曾任瑞芳支廳保正、瑞芳庄協議會員。

## 生平經歷
1897年（明治30年）田中長兵衛取得金瓜石礦山礦權許可，需要大量勞動人力，黃仁祥兄長黃從原本從事雜貨買賣，因人際交遊廣闊，受田中組之託於周遭鄉鎮招攬人力，成為金瓜石礦山 「苦力頭」，日人稱「飯場長」，類似現在的人力仲介公司。1900年（明治33年）在其手下的苦力，多達330人。
黃仁祥出生於1883年，1894年（明治27年）在三貂石笋書房學習漢學三年。精通日語，在兄長黃從的協助下，1907年（明治40年）開始從事金瓜石田中礦山包工業，與另一位地方人士簡深淵在五號路上合資開設金益昌雜貨鋪；1914年（大正3年）向田中組陳情取得樹梅坪一帶礦權，邀集數人共同組成「樹梅礦產株式會社」，任常務董事。
黃仁祥事業擴及雜貨買賣、人力包工、兼營石炭、金礦開採煉製等，為日治時期金瓜石地區地方資本家，個性敦厚和善，熱心公益與公共事務，曾任瑞芳支廳第七保保正、瑞芳公學校學務委員、日本紅十字社特別社員、財團法人基隆公益社評議員、庄協議會員等職。
1940年（昭和15年）日本總督府以通謀支那、密圖叛亂之罪嫌，將瑞三礦業株式會社李建興兄弟五人及員工二百餘人逮捕，黃仁祥因熟識李建興，被誣告為抗日首領逮捕入獄，1945年因美軍轟炸，重傷死於獄中。

## 地方事蹟
金瓜石勸濟堂為地方信仰中心，依據廟方沿革所載，1896年（明治29年）黃家兄弟於石尾（即本山露頭一帶）雜貨店恭奉關聖帝君神尊，祈求平安。1899年（明治32年）金瓜石開礦逐漸往山腰發展，經關聖帝君授意，黃家兄弟將神壇遷移到原祀地水管頭上方的赤牛仔寮，並新建一座神堂，祀奉關聖帝君、孚佑帝君、司命真君、王靈天君四恩主，名為「勸濟堂」，提供採金者或從事入坑工作的苦力參拜。1902年（明治35年）遷至現址，於現在廟外拜亭位置興建廟堂。1934年（昭和9年）因地層滑動造成廟宇建築龜裂，由堂主黃仁祥、簡深淵、游阿秋發動募資重建，1936年（昭和11年）落成。
此外，黃仁祥亦有捐資貢獻基隆獅球嶺平安宮重修、基隆奠濟宮重修等。

## 家庭關係
本名黃查某，父親黃勉，母親周氏，家中排行五男，上有兄長黃從、黃羅成、黃春、黃羅溪。長子黃阿國，日名志賀國康，日本昭和醫學專門學校畢業，1939 年返臺後於瑞芳街（今臺灣新北市瑞芳區）擔任公醫，1941年移居花蓮港市開立志賀醫院。